# Spiller Range
Spiller Range är ett berg i Kanada.   Det ligger i provinsen British Columbia, i den sydvästra delen av landet, 3 900 km väster om huvudstaden Ottawa. Toppen på Spiller Range är 731 meter över havet. Spiller Range ligger på ön Porcher Island.
Terrängen runt Spiller Range är huvudsakligen kuperad, men åt nordost är den platt. Havet är nära Spiller Range åt nordost. Trakten runt Spiller Range är nära nog obefolkad, med mindre än två invånare per kvadratkilometer.. 
I omgivningarna runt Spiller Range växer i huvudsak barrskog.